# Air Normandie
"ça l'fait !"
Air Normandie, nom commercial de la société Normandie Aviation SA (code IATA : ID, code OACI : RNO) était une compagnie aérienne française basée en Normandie sur l'aéroport du Havre-Octeville et assurant des vols à la demande (Avion-Taxi) puis des vols réguliers.

## Histoire
La société Normandie Aviation SA a été créée en 1988, basée sur l'aéroport du Havre-Octeville,,.
Air Normandie a été créée en 1991. Elle assurait tout d'abord des vols à la demande pour ensuite réaliser des vols réguliers comme Paris-Orly et Montluçon-Guéret ou Paris et Cherbourg.
Au départ de l'aéroport de Toussus-le-Noble dans les Yvelines en 1998, elle acheminait quotidiennement vers l'usine de Valladolid, les agents du technocentre Renault qui venait de s'installer à Guyancourt.
Elle avait signé un accord de franchise avec Air Liberté en octobre 1997 tout comme les compagnies Flandre Air et Air Toulouse International (ATI),,.
Elle travaillait également pour le compte de Régional Airlines.
Le chiffre d'affaires de l'année 1993 était de 900 000 euros  avec un effectif de 5 personnes  et 3 appareils. Celui de 2001 était de 15,2 millions d'euros pour un effectif de 100 personnes et 14 appareils (dont 20% en aviation d'affaires).
Air Normandie a également été implantée sur l'aéroport de Nevers.
Elle a cessé ses activités en 2001 à la suite de sa liquidation judiciaire.
Air Normandie dont le siège social se trouvait à Dieppe, employait alors 50 personnes dont 15 employés au sol à l'aéroport du Havre et 20 salariés sur l’aéroport Rouen-Vallée de Seine.

## Le réseau
- Paris vers Le Havre (1990)[13],
- Paris-Orly vers Montluçon-Guéret (1996- juin 1999),
- Paris-Orly vers Cherbourg (A compter du 06/09/1999)[14]
- Paris vers Valladolid (Eté 1995 et 1996).

## Statistiques passagers
Nombres de passagers réguliers et non réguliers:
| 1997   | 1998   | 1999   | 2000   | 2001  |
| ------ | ------ | ------ | ------ | ----- |
| 12 283 | 25 228 | 49 418 | 34 905 | 4 359 |

## Flotte
1991:
- 2 Beechcraft king Air A100 immatriculés F-GEJV et F-GHHV[17]
- 2 Beechcraft Super King Air 200 immatriculé F-GGLA et F-GHNV.
- 1 Swearingen SA-226 Merlin immatriculé F-GHGR[18]

1993 et 1994 :
- 2 Beech king Air A100 : F-GEJV et F-GHHV[19]

- 1 Cessna Citation I : F-GJDG

1995 :
- 1 Beech King Air E90 : F-BUTS

- 2 Beech king Air A100 : F-GEJV et F-GHHV

- 2 Cessna Citation I : F-GJDG et F-GESZ

- 2 Beech Super King Air 200 : F-GIDV et F-GMCR

- 1 BAe 3206 Jetstream Super 31 (Y19) : F-GMVP

1996 :
- 2 Beech King Air C90 (Y7) : F-BXAP et F-BXSL

- 2 Beech King Air E90 (Y7):  F-BUTS et F-GELL

- 2 Beech king Air A100 (Y12): F-GEJV et F-GHHV

- 1 Cessna Citation I (Y6): F-GJDG

- 3 Beech Super King Air 200 (Y9) : F-GILP, F-GJFA et F-GMCR

- 1 Beech Transregional Catpass 250 (Y12): F-GMCS[20]

- 1 BAe 3206 Jetstream Super 31 (Y19) : F-GMVP

1997
- 2 Beech King Air C90 (Y7) : F-BXAP et F-BXSL

- 2 Beech king Air A100 (Y12): F-GEJV et F-GHHV

- 2 Beech King Air E90 (Y7): F-GJAD et F-GELL

- 1 Cessna Citation I (Y6): F-GJDG

- 4 Beech Super King Air 200 (Y9) : F-GILP, F-GJFA, F-GMCR et F-GHSV

- 1 Beech Transregional Catpass 250 (Y12): F-GMCS

- 2 BAe 3206 Jetstream Super 31 (Y19) : F-GMVP et F-GMVO

1998
- 2 Beech King Air C90 (Y7) : F-BXAP et F-BXSL

- 2 Beech king Air A100 (Y12): F-GEJV et F-GHHV

- 2 Beech King Air E90 (Y7): F-GJAD et F-GELL

- 1 Cessna Citation I (Y6): F-GJDG

- 3 Beech Super King Air 200 (Y9): F-GILP, F-GMCR et F-GHSV

- 1 Beech Transregional Catpass 250 (Y12) : F-GMCS

- 5 BAe 3206 Jetstream Super 31 (Y19) : F-GMVI, F-GMVJ, F-GMVM, F-GMVP et F-GMVO

1999
- 2 Beech King Air C90 (Y7) : F-BXAP et F-BXSL

- 1 Beech king Air A100 (Y12) : F-GEJV

- 2 Beech King Air E90 (Y7) : F-GJAD et F-GELL

- 1 Cessna Citation I (Y6) : F-GJDG

- 3 Beech Super King Air 200 (Y9) : F-BVET, F-GMCR et F-GHSV

- 1 Beech Transregional Catpass 250 (Y12) : F-GMCS

- 6 BAe 3206 Jetstream Super 31 (Y19) : F-GMVH, F-GMVI, F-GMVJ, F-GMVM, F-GMVP et F-GMVO

2000
- 1 Beech King Air C90 (Y7) : F-BXAP

- 1 Beech king Air A100 (Y12) : F-GEJV

- 2 Beech King Air E90 (Y7) : F-GJAD et F-GELL

- 1 Cessna Citation I (Y6) : F-GJDG[21]

- 1 Beech Super King Air 200 (Y9) : F-GHSV

- 7 BAe 3206 Jetstream Super 31 (Y19) : F-GMVH, F-GMVI, F-GMVJ[22], F-GMVL, F-GMVM[23], F-GMVP et F-GMVO

2001
- 3 BAe 3206 Jetstream Super 31 (Y19): F-GMVH, F-GMVM et F-GMVO

## Logotypes

Premier logotype de la compagnie Air Normandie en 1991.
Logotype d'Air Normandie en 1996.